# Лазаркевич, Вадим Вадимович (старший)
Вадим Вадимович Лазаркевич (28 февраля 1895, Белая Церковь, Киевская губерния Российская империя — 18 февраля 1963, София, Болгария) — русский и болгарский художник, график, иллюстратор. Один из самых популярных иллюстраторов детских книг в Болгарии.

## Биография
Из литовских дворян, сын артиллериста, генерала Вадима Константиновича и музыканта Екатерины Петровны Лазаркевичей. В 1913 окончил Второй кадетский корпус в Санкт-Петербурге.
Учился живописи в рисовальных классах Я. С. Гольдблата (1913—1915), под руководством П. П. Чистякова готовился к поступлению на архитектурное отделение императорской Академии художеств.
Участник Первой мировой войны. С 1915 года — на фронте в чине прапорщика, командира батареи.
Участник Гражданской войны. С 1918 воевал в Белой армии. В 1920 в составе Русской армии Врангеля эвакуировался из Крыма в Болгарию.
Первое время жил с семьей в г. Несебыр, затем переехал в Софию. С 1922 начал работать в крупном издательстве «Хемус» в качестве иллюстратора книг и журналов для детей и взрослых.
Член Общества русских художников в Болгарии, участвовал в его выставках; был членом Общества независимых художников.
Его сын — художник Вадим Лазаркевич (1933—2007).

## Творчество
Талант рисования унаследовал от своей матери, которая любила рисовать цветы, птиц и домашних животных. В детстве Вадим несколько раз сопровождал отца и его солдат в летние лагеря в Черниговской лесах, где полюбил природу, украинские народные сказки.
В Болгарии рисовал афиши и вывески. В 1921 выиграл конкурс на рисунок марки издательства «Александр Паскалев».
Иллюстрировал, в основном, книги для детей: болгарские народные сказки, произведения В. Гауфа, Г. X. Андерсена, Р. Киплинга, Майн Рида, А. С. Пушкина, Л. Толстого, Дж. Лондона, Г. Сенкевича. Оформлял буквари, учебники, рисовал для детских журналов «Светулка», «Детска радост», «Детски живот».
В 1940—1943 исполнил несколько литографий на антифашистские темы. В 1950-е создал иллюстрации к книгам «Медовая булка» Б. Златко, «Хлопотливая Мецана» Милевой и «Лиса-притворщица» С. Минкова, выдержавшим много переизданий. Оформлял книги многих болгарских поэтов и писателей, в том числе, Д. Габе, Елин Пелина,А. Разцветникова, Э. Станева.
За сорок лет работы оформил около 500 книг.